# B1A4의 헬로 베이비
B1A4의 헬로 베이비는 KBS JOY에서 방영된 프로그램 가운데 하나로, 남성 5인조 그룹 B1A4가 아기 2명을 도맡아 기르는 육아 방식의 예능프로그램이다.

## 시리즈
- 소녀시대의 헬로 베이비
- 샤이니의 헬로 베이비
- 티아라의 헬로 베이비
- 슈퍼주니어와 씨스타의 헬로 베이비
- 엠블랙의 헬로 베이비
- B1A4의 헬로 베이비
- 보이프렌드의 헬로 베이비

## 동일 소재 프로그램
- 슈퍼맨이 돌아왔다 (KBS 예능본부 제작)